# 王履冰
王履冰（？—1949年），又名憶子，重慶市人。民國37年（1948年）在重慶市選區當選第一屆立法委員。

## 經歷[4]
- 四川省立第二女子師範學校畢業
- 1925年6月，英日慘殺華人案重慶國民外交後援會庶務部副主任[5]
- 1925年9月，社會主義青年團（S.Y.）重慶地委執委[6]、婦女部長[7]
- 後赴上海[8]
- 上海大學社會學系畢業[9]
- 莫斯科中山大學第二期[10]
- 中國共產黨第六次全國代表大會代表[11]
- 1928年，中國共產主義青年團閘北區委書記[3]
- 1931年，中國共產主義青年團江蘇省委秘書長[3]
- 1933年，被捕後發表自首宣言脫共，被開除共產黨黨籍[12][13]
- 重慶市參議員（第六區選出）[14]
- 三民主義青年團重慶支團女青年組長兼重慶市婦女會理事長，婦女分團幹事長
- 中國國民党重慶市黨部婦女運動委員會主委
- 重慶市婦女會常務理事[15]
- 1944年11月，重慶市知識青年志願從軍徵集委員會委員，女青年科科長[16]
- 1945年7月，重慶市救濟院副院長[17]
- 民國37年，當選立法委員，曾出席第一屆立法院第一會期內政及地方自治委員會、 財政及金融委員會、社會委員會。
- 民國38年春病逝[18]